# SIP-Anfragen
SIP-Anfragen, auch SIP-Requests genannt, bezeichnen die möglichen Methoden beim Session Initiation Protocol (SIP). SIP ist ein für Aufbau, Steuerung und Abbau einer Kommunikationssitzung (zumeist IP-Telefonie) verwendetes Protokoll und ist an das Hypertext Transfer Protocol angelehnt. Die an der VoIP-Verbindung beteiligten Geräte senden sich Anfragen (englisch requests) und beantworten diese mittels Antwort-Codes (englisch responses), die auf den HTTP-Statuscodes aufbauen.

## Liste der SIP-Anfragen

### Elementare SIP-Anfragen
| Anfrage (request) | Bedeutung                                                                    |
| ----------------- | ---------------------------------------------------------------------------- |
| REGISTER          | Anmeldung des Endgeräts beim VoIP-Service-Anbieter.                          |
| INVITE            | Anfrage an einen Server eine Sitzung (session) aufzubauen.                   |
| ACK               | Bestätigung einer empfangenen Anfrage oder Antwort.                          |
| CANCEL            | Abbruch einer begonnenen Anfrage.                                            |
| BYE               | Beendigung einer bestehenden Sitzung.                                        |
| OPTIONS           | Ermöglicht Endgeräten die Fähigkeiten anderer beteiligter Geräte anzufragen. |

### Erweiterte SIP-Anfragen
| Anfrage (request) | Bedeutung                                                                                        |
| ----------------- | ------------------------------------------------------------------------------------------------ |
| SUBSCRIBE         | Einleitung der Überwachung eines Endgerätes auf ein bestimmtes Ereignis oder einen Zustand.      |
| NOTIFY            | Meldung eines bestimmten Ereignisses oder eines Zustandes, als Antwort auf SUBSCRIBE oder REFER. |
| REFER             | Einleitung einer Verbindungsübergabe an einen dritten Teilnehmer.                                |
| MESSAGE           | Übermittlung einer Textnachricht an ein Endgerät.                                                |
| PRACK             | Antwort auf einen 1xx-SIP-Status-Code.                                                           |
| UPDATE            | Veränderung von Parametern noch während der Verbindungsaufbauphase.                              |
| INFO              | Übermittlung von Steuer- und Kontrollinformationen, die nicht direkt die SIP-Sitzung betreffen.  |
| PUBLISH           | Unaufgeforderte Übermittlung von Zuständen und Ereignisinformationen durch Endgeräte.            |